# Etylformiat
Etylformiat eller etylmetanoat är en ester av etanol och myrsyra med formeln C2H5OCHO. Det förekommer i många livsmedel och är framträdande i doften av rom och smaken av hallon.

## Framställning
Etylformiat framställs genom reaktion mellan etanol (C2H5OH) och myrsyra (HCOOH).
{\displaystyle {\rm {C_{2}H_{5}OH+HCOOH\rightarrow C_{2}H_{5}OCHO+H_{2}O}}}

## Användning
Etylformiat används inom industrin som lösningsmedel för cellulosanitrat och cellulosaacetat. Det kan också användas i stället för aceton.
Det används i livsmedel som konstgjord arrak- och rom-essens och som fungicid i tobak.